# Фенис
Фени́с (фр. Fénis) — коммуна в Италии, располагается в автономном регионе Валле-д’Аоста.
Население составляет 1694 человека (2008 г.), плотность населения составляет 25 чел./км². Занимает площадь 68 км². Почтовый индекс — 11020. Телефонный код — 0165.
Покровителем коммуны почитается святой Маврикий, мученик, празднование 22 сентября.
В коммуне расположен средневековый фенисский замок, популярная достопримечательность.

## Демография
Динамика населения:

## Галерея

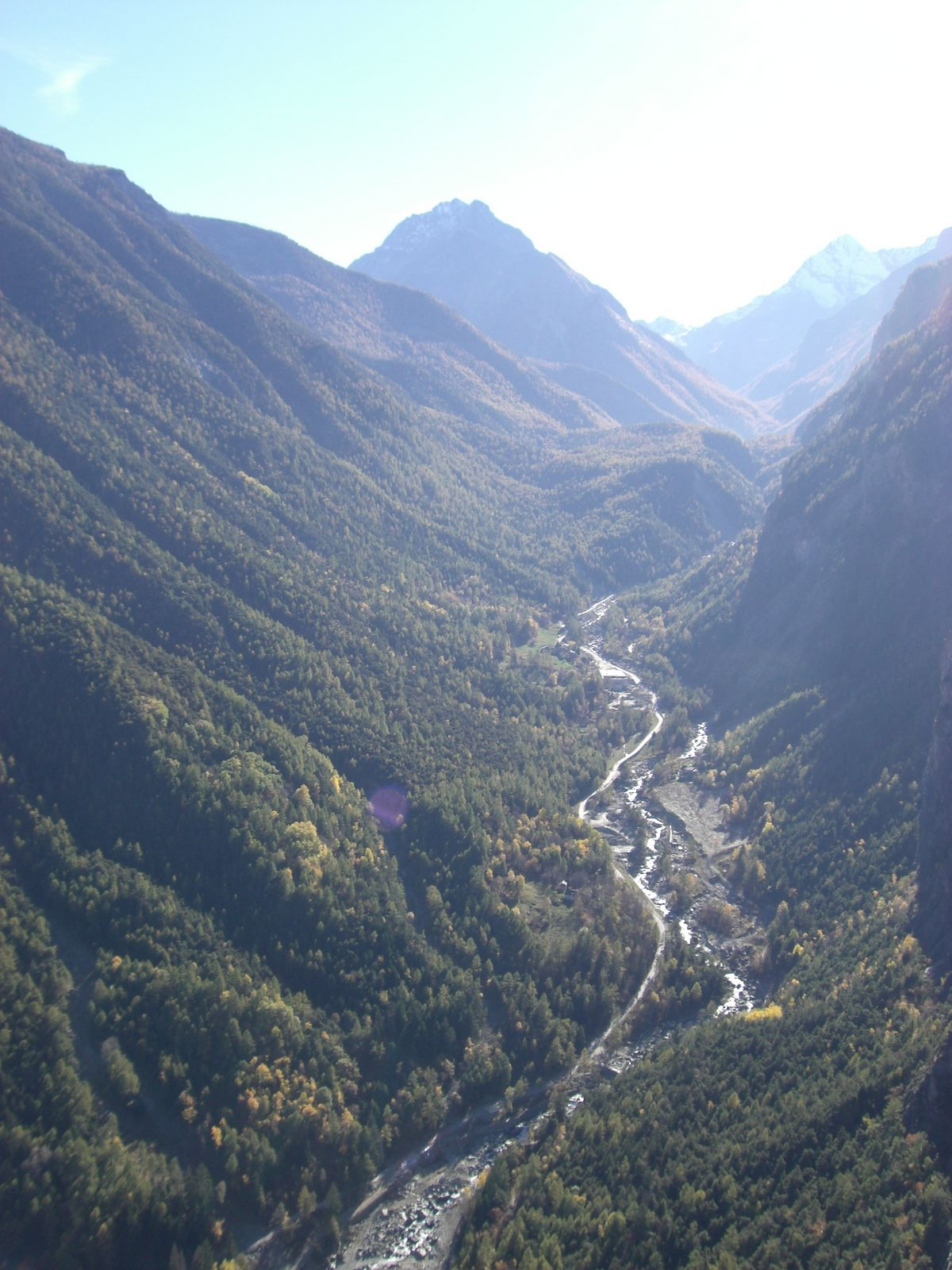
Долина Сен-Жюльен, где находится одноименный скит.
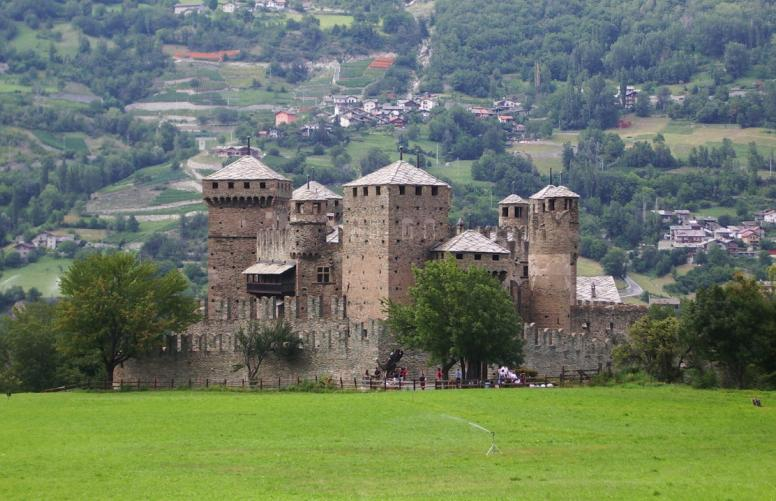
Фенисский замок.
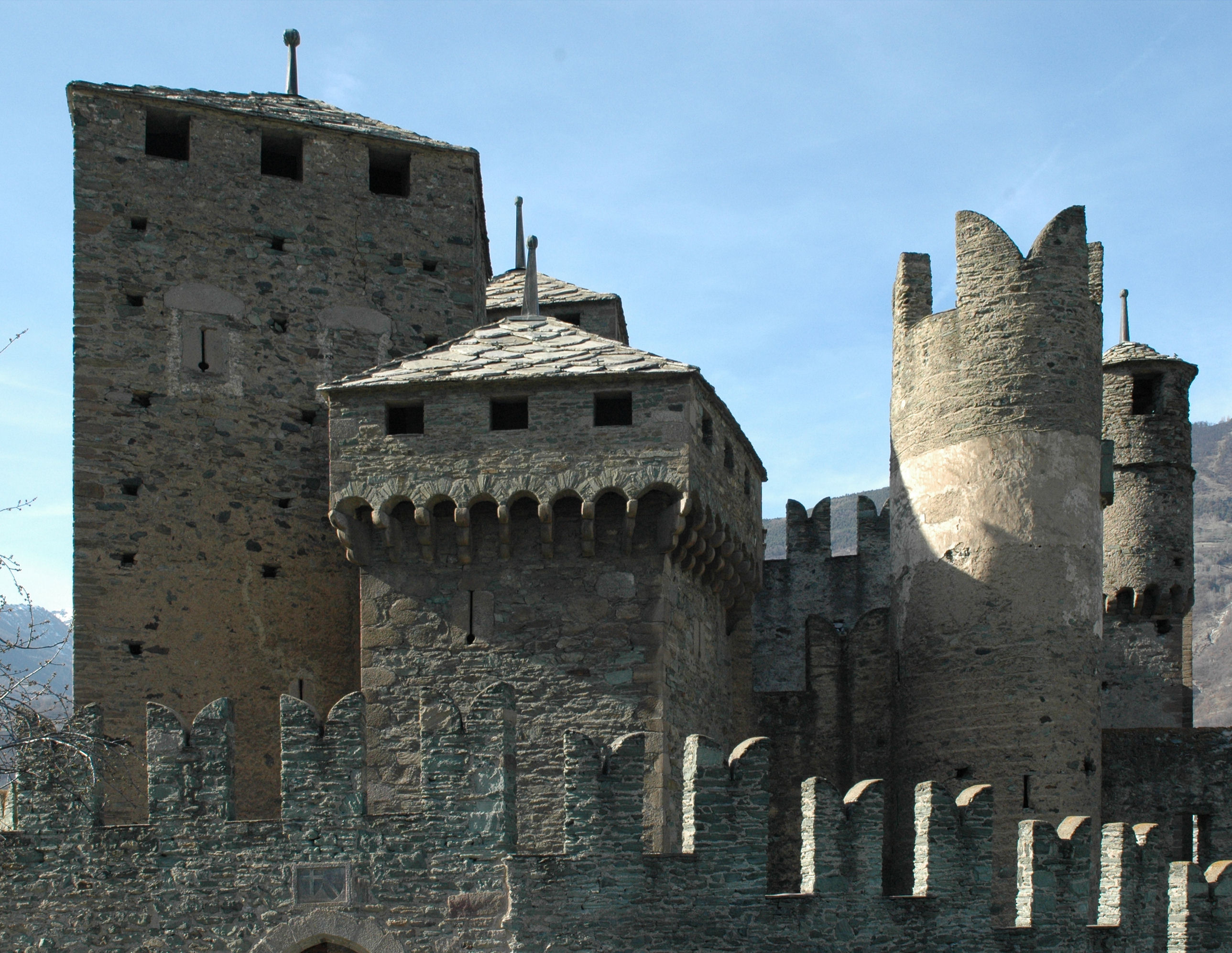
Фенисский замок.
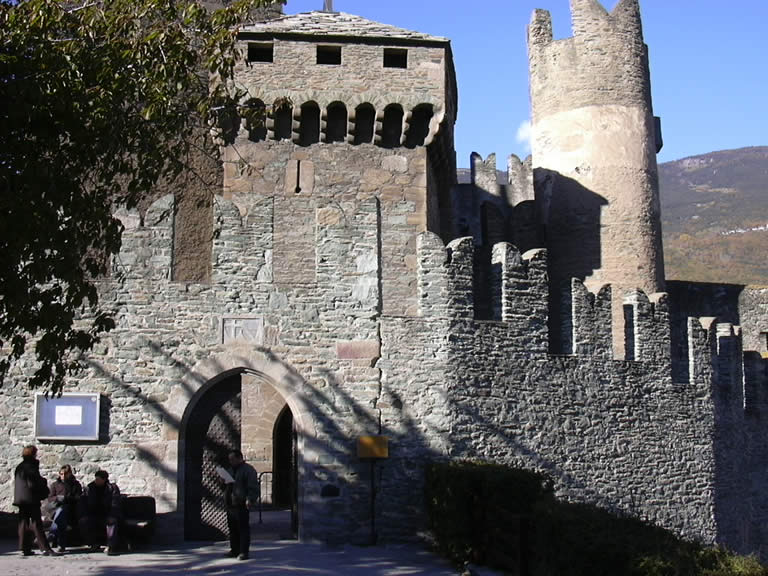
Вход в замок.
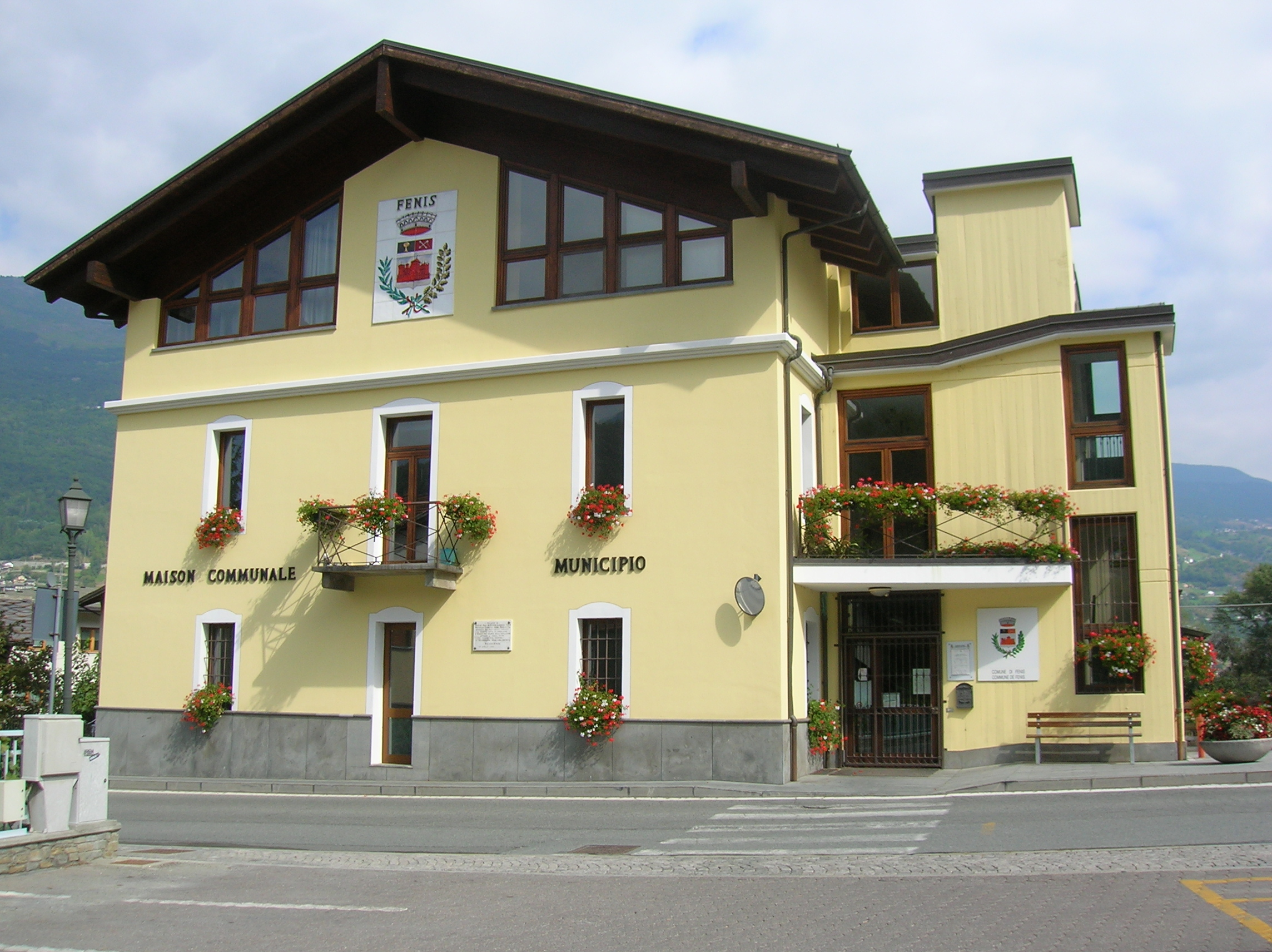
Мэрия.
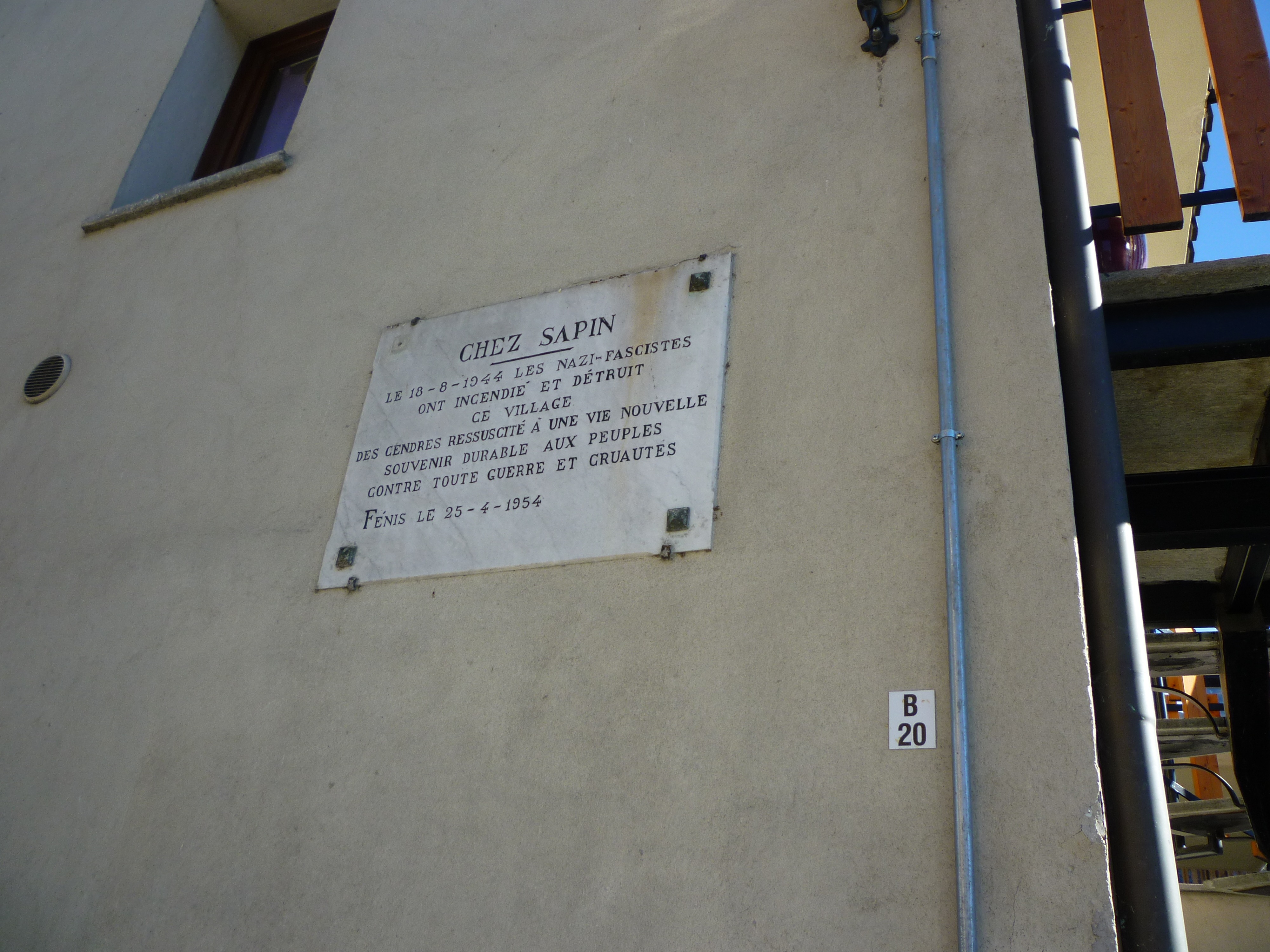
Памятная доска о Второй мировой войне в Ше-Сапэн (Chez-Sapin).